# Kérou (arrondissement)
Kérou est un arrondissement situé dans le département de l'Atacora, au Bénin.

## Géographie
Kérou est une division administrative sous la juridiction de la commune de Kérou,.

## Démographie
Selon le recensement de la population effectué par l'Institut National de la Statistique Bénin en 2013, Kérou compte 54 276 habitants pour une population masculine de 26 986 contre 27 290 femmes pour un ménage de 5 964.